# Ickebinär

Ickebinära flaggan

Genderqueer-flaggan

Ickebinär är att identifiera sig mellan, bortom eller med båda könskategorierna kvinna/man. Ickebinär kan även användas som en paraplyterm för könsidentiteter som bryter mot tvåkönsnormen. Genderqueer är ett annat begrepp som används liknande ickebinär.
Ickebinär betyder olika saker för olika personer. En del ickebinära identifierar sig inte med något kön överhuvudtaget. En del upplever könsdysfori och vill korrigera kroppen så att den stämmer överens med ens könsidentitet, dock inte alla.
Ickebinära ingår i gruppen transpersoner, men inte alla transpersoner är ickebinära.

## Termer och definitioner
Begrepp med näraliggande och/eller angränsande innebörder är queer, intergender, genderqueer, nongender och bigender. Ibland används dessa synonymt med ickebinär.
Som paraplybegrepp finns även flera könsidentiteter inkluderade i ickebinära: 
- Agender beskriver en person som inte är något kön, vilket innebär att personen inte placerar sig inom något kön och inte heller mellan några kön.[8][9].
- Bigender beskriver en person som känner tillhörighet med två kön.[9] Personen kan antingen växla mellan de två könen eller tillhöra båda könen samtidigt. [8] De två olika könen kan bestå av kombinationer av man, kvinna, eller olika ickebinära identiteter.
- Genderfluid är en person som känner att dess kön fluktuerar mellan flera olika könsuttryck.[8]

Ickebinära är inte synonymt med att vara intersex. Intersex är en variation i anatomi eller gener som differentieras från typisk manligt och kvinnligt och de flesta intersex personer identifierar sig själva som antingen man eller kvinna. 
Vissa ickebinära beskriver sig som Androgyna. Termen beskriver någon som både, eller varken, visar feminina och/eller maskulina drag i sitt utseende och sin representation av sig själv. Däremot behöver man inte vara androgyn som ickebinär utan kan presentera sig mer feminint eller mer maskulint.
Genderfuck är en av de icke-normativa könsidentiter som ingår i det mer generella begreppet ickebinär. Benämningen härstammar inom genusvetenskap från en vanligt förekommande uppfattning att man i sina gener blev genderfucked genom att vid födseln bli identifierad med ett kön man själv inte trivs med eller vill kategoriseras som.

## Ickebinär historia
I mitten av 1990-talet började termen "gender queer" förekomma, samtidigt som den Amerikanska transrättsaktivisten Riki Wilchins använde termen i en nyhetsartikel från 1995 för att argumentera mot könsdiskriminering. I slutet av 1990-talet tillkom uttrycket X-gender i Japan för att definiera personer utanför de binära könen.
En föregångare till begreppet ickebinär i Sverige är intergender, som började användas i mitten av 2000-talet på HBTQ-plattformen Qruiser. Ordet kom från engelskan och avsåg personer mellan eller bortom man och kvinna. 2014 fanns ordet ickebinär med i Språkrådets och Språktidningens nyordslista.
Det har funnits personer som överskrider tvåkönsnormen långt innan dessa begrepp togs i bruk. Bland urfolket samerna har det till exempel berättats om könsöverskridare som kan tolkas som ickebinära. Även bland andra urfolk har det länge funnits en annan syn på kön än den binära syn som präglat västvärlden.
Flera länder har erkänt ickebinär som ett tredje kön, som exempelvis Island, Nya Zeeland, Nederländerna, Pakistan och vissa delstater i USA. Sverige har inte infört ickebinär som ett tredje juridiskt kön. Frågan har haft en majoritet av partierna i riksdagen sedan 2018 men utredningen har ännu inte lyfts i riksdagen.